# Safa Saidani
Safa Saidani (arabisch صفاء السعيداني, DMG Ṣafāʾ as-Saʿīdānī; * 26. Mai 1990 in Bizerte) ist eine tunesische Tischtennisspielerin. Sie nahm von 2013 bis 2017 an drei Weltmeisterschaften sowie an den Olympischen Spielen 2016 teil.

## Werdegang
Safa Saidani war bei den Weltmeisterschaften 2013, 2015 und 2017 vertreten, kam da jedoch nie in die Nähe von Medaillenrängen.
Im Februar 2016 erreichte sie eine gute Platzierung beim afrikanischen Olympiaqualifikationsturnier in Khartum (Sudan) (5 Siege, 1 Niederlage). Dadurch sicherte sie sich die Teilnahme am Einzelwettbewerb der Olympischen Spiele 2016 in Rio de Janeiro. Hier schied sie in der ersten Runde gegen die Ägypterin Dina Meshref aus.
Bereits 2007 hatte Safa Saidani sich für die Teilnahme an den Olympischen Spielen 2008 qualifiziert, allerdings lehnte das Nationale Olympische Komitee Tunesiens eine Nominierung wegen mangelnder Erfolgsaussichten ab.